# Moto Guzzi California-serie
De Moto Guzzi California is een van de meest succesvolle motorfietsmodellen van het Italiaanse merk Moto Guzzi. De naam "California" werd voor het eerst in 1971 aan een Moto Guzzi verbonden.

## Voorgeschiedenis
In 1971 werd op verzoek van de Amerikaanse importeur Joe Berliner een speciale versie van de V7 850 gemaakt. Deze was voor de Amerikaanse markt gebouwd en had veel kenmerken van een Harley-Davidson, zoals een grote toerruit, treeplanken en een kofferset. De koffers waren bij de eerste versies zelfs uitgevoerd als slant bags, die weliswaar niet erg praktisch waren, maar wél leken op die van Harley. Dit was de Moto Guzzi V7 850 California. In 1973 verscheen de 850 T, die een sterk verbeterd, door Lino Tonti ontwikkeld frame had en dankzij de ontwerpers die in dienst waren van de nieuwe eigenaar van Moto Guzzi Alejandro de Tomaso ook een wat moderner uiterlijk. Toen die machine evolueerde tot de "T3"-versie met drie schijfremmen en het nieuwe integrale remsysteem, werd ook van dit type een Amerikaanse versie gemaakt, de Moto Guzzi 850 T3 California. Amerikaans of niet, de "California" sloeg ook bij Europese klanten goed aan. Zó goed, dat de California in 1981 een zelfstandig model werd, niet meer deel uitmakend van een bestaande serie, hoewel er natuurlijk wel componenten van andere modellen werden gebruikt.

## California II
De California II kwam in 1981 op de markt. De motor had inmiddels de rechthoekige koelribben die na het verschijnen van de V 50 en de V 35 op de zwaardere modellen overgenomen waren. De koffers waren ook heel modern vormgegeven en de machine kreeg gietwielen. De spatborden kreeg juist weer een meer "klassiek" uiterlijk, met verchroomde zijkanten en een gespoten middendeel. De oliepan was groter geworden en het carterventilatiesysteem was vanwege de strengere milieunormen in de Verenigde Staten verbeterd. Ondanks de toegenomen cilinderinhoud (950 cc) ten opzichte van de 850 T3 California was het vermogen nog iets afgenomen, tot 65 pk. De tankinhoud was 25 liter.

### Motor
De motor was een luchtgekoelde langsgeplaatste 90° V-twin die 65 pk leverde. Zowel de cilinders als de cilinderkoppen waren van aluminium, de cilinderbussen waren voorzien van een nikasillaag. De kleppen stonden onder een hoek van 70° ten opzichte van elkaar om zo een bolvormige verbrandingskamer te verkrijgen. Ze werden bediend door stoterstangen en tuimelaars vanaf een nokkenas die boven de krukas lag. De 30 mm carburateurs kwamen van Dell'Orto. Ze waren identiek aan die van de 850 cc modellen. Een wisselstroomdynamo was op de voorkant van de krukas gemonteerd. De startmotor zat aan de linkerkant naast de versnellingsbak. De krukas draaide in glijlagers, evenals de drijfstangen. De kleppen maten 41 mm (inlaat) en 36 mm (uitlaat).

### Aandrijflijn
Vanaf het vliegwiel werd de meervoudige droge plaatkoppeling aangedreven. Daarachter zat de vijfversnellingsbak. De secundaire aandrijving gebeurde met de gebruikelijke cardanas.

### Rijwielgedeelte
De California II had een dubbel wiegframe met een telescoopvork aan de voorkant en een swingarm met twee veer/demperelementen achter. Het integrale remsysteem van Moto Guzzi zorgde ervoor dat een van de voorste remschijven samen met de achterste schijf werd bediend met behulp van het rempedaal, terwijl de tweede voorschijf met de handremhendel kon worden bijgeschakeld. De machine had standaard een kunststof kofferset en een grote toerruit. Er waren valbeugels op de normale plaats aan de voorkant aangebracht, maar ook de kofferset werd beschermd door een eigen stel valbeugels

## California III, III RL, III CIRR en III Iniezione
De California III kwam in juli 1987 op de markt. De machine was veel meer als custom ontworpen, met een druppelvormige tank en een King & Queen zadel. De vormgeving van de kofferset was opnieuw aangepast en de hele aandrijflijn was, met uitzondering van de kleppendeksels, zwart gespoten. Dat was ook het geval bij twee lichtere modellen, die vrijwel tegelijkertijd verschenen: de V 35 Florida en de V 65 Florida. De zijdeksels kregen meer organische vormen. De California III kreeg nieuwe vijfspaaks gietwielen, maar omdat spaakwielen beter bij een custom pasten, waren die ook leverbaar. In 1988 verscheen een nieuwe versie van de California III, voorzien van een grote toerkuip en een kofferset waaraan een grote topkoffer was toegevoegd.
Om onderscheid te maken tussen beide modellen kreeg de uitvoering met kuip de toevoeging "CIRR" en de standaardversie werd "California III RL". Tegelijkertijd werd een versie uitgebracht waarbij de carburateurs waren vervangen door elektronische brandstofinjectie van het merk Marelli. Deze werd in Italië "Iniezione" genoemd, maar op de kuip stond de aanduiding "E. Fuel Injection" of "Electronic Injection". Deze motor leverde iets meer vermogen: 67 pk.

## California III Classic
De California III Classic kwam in 1992 op de markt. Het was een "uitgeklede" versie van de California III RL. De kofferset, de valbeugels en de toerruit waren weggelaten. Er was, vanwege het ontbreken van windbescherming, een kleiner stuur gemonteerd en de grote koplamp was vervangen door een kleiner, verchroomd exemplaar. De Classic was uitsluitend leverbaar met spaakwielen.

### Technische gegevens California II / III
| Moto Guzzi California  | II                                        | III                                       | III RL                                    | III CIRR                                  | III Iniezione                             | III Classic                               |
| ---------------------- | ----------------------------------------- | ----------------------------------------- | ----------------------------------------- | ----------------------------------------- | ----------------------------------------- | ----------------------------------------- |
| Periode                | 1981-1986                                 | 1987-1989                                 | 1988-1994                                 | 1988-1994                                 | 1988-1994                                 | 1991-1994                                 |
| Categorie              | toermotor                                 | custom                                    | custom                                    | custom                                    | custom                                    | custom                                    |
| Motortype              | kopklepmotor                              | kopklepmotor                              | kopklepmotor                              | kopklepmotor                              | kopklepmotor                              | kopklepmotor                              |
| Bouwwijze              | langsgeplaatste 90° V-twin                | langsgeplaatste 90° V-twin                | langsgeplaatste 90° V-twin                | langsgeplaatste 90° V-twin                | langsgeplaatste 90° V-twin                | langsgeplaatste 90° V-twin                |
| Cilinder               | aluminium                                 | aluminium                                 | aluminium                                 | aluminium                                 | aluminium                                 | aluminium                                 |
| Cilinderkop            | aluminium                                 | aluminium                                 | aluminium                                 | aluminium                                 | aluminium                                 | aluminium                                 |
| Klepopstelling         | 4 kopkleppen                              | 4 kopkleppen                              | 4 kopkleppen                              | 4 kopkleppen                              | 4 kopkleppen                              | 4 kopkleppen                              |
| Klepbediening          | stoterstangen en tuimelaars               | stoterstangen en tuimelaars               | stoterstangen en tuimelaars               | stoterstangen en tuimelaars               | stoterstangen en tuimelaars               | stoterstangen en tuimelaars               |
| Brandstofvoorziening   | Dell'Orto VHB 30 carburateurs             | Dell'Orto VHB 30 carburateurs             | Dell'Orto VHB 30 carburateurs             | Dell'Orto VHB 30 carburateurs             | elektronische injectie                    | Dell'Orto VHB 30 carburateurs             |
| Ontsteking             | bobine met onderbrekers                   | bobine met onderbrekers                   | bobine met onderbrekers                   | bobine met onderbrekers                   | bobine met onderbrekers                   | bobine met onderbrekers                   |
| boring                 | 88 mm                                     | 88 mm                                     | 88 mm                                     | 88 mm                                     | 88 mm                                     | 88 mm                                     |
| slag                   | 78 mm                                     | 78 mm                                     | 78 mm                                     | 78 mm                                     | 78 mm                                     | 78 mm                                     |
| Cilinderinhoud         | 948,8 cc                                  | 948,8 cc                                  | 948,8 cc                                  | 948,8 cc                                  | 948,8 cc                                  | 948,8 cc                                  |
| Smeersysteem           | wet-sump                                  | wet-sump                                  | wet-sump                                  | wet-sump                                  | wet-sump                                  | wet-sump                                  |
| Compressieverhouding   | 9,2:1                                     | 9,2:1                                     | 9,2:1                                     | 9,2:1                                     | 9,2:1                                     | 9,2:1                                     |
| Max. Vermogen          | 65 pk bij 6.750 tpm                       | 65 pk bij 6.700 tpm                       | 65 pk bij 6.700 tpm                       | 65 pk bij 6.700 tpm                       | 67 pk bij 6.700 tpm                       | 65 pk bij 6.700 tpm                       |
| Topsnelheid            | 180 km/h                                  | 190 km/h                                  | 190 km/h                                  | 175 km/h                                  | 175 km/h                                  | 180 km/h                                  |
| Primaire aandrijving   | rechtstreeks                              | rechtstreeks                              | rechtstreeks                              | rechtstreeks                              | rechtstreeks                              | rechtstreeks                              |
| Koppeling              | meervoudige droge platenkoppeling         | meervoudige droge platenkoppeling         | meervoudige droge platenkoppeling         | meervoudige droge platenkoppeling         | meervoudige droge platenkoppeling         | meervoudige droge platenkoppeling         |
| Versnellingen          | 5 voetgeschakeld                          | 5 voetgeschakeld                          | 5 voetgeschakeld                          | 5 voetgeschakeld                          | 5 voetgeschakeld                          | 5 voetgeschakeld                          |
| Secundaire aandrijving | cardan                                    | cardan                                    | cardan                                    | cardan                                    | cardan                                    | cardan                                    |
| frame                  | dubbel wiegframe                          | dubbel wiegframe                          | dubbel wiegframe                          | dubbel wiegframe                          | dubbel wiegframe                          | dubbel wiegframe                          |
| Wielbasis              | 1565 mm                                   | 1560 mm                                   | 1560 mm                                   | 1560 mm                                   | 1560 mm                                   | onbekend                                  |
| Vering vóór            | telescoopvork                             | telescoopvork                             | telescoopvork                             | telescoopvork                             | telescoopvork                             | telescoopvork                             |
| Vering achter          | swingarm met hydraulische schokdempers    | swingarm met hydraulische schokdempers    | swingarm met hydraulische schokdempers    | swingarm met hydraulische schokdempers    | swingarm met hydraulische schokdempers    | swingarm met hydraulische schokdempers    |
| Banden                 | vóór en achter 120/90 × 18"               | vóór 110/90 × 18", achter 120/90 × 18"    | onbekend                                  | vóór 110/90 × 18", achter 130/80 × 18"    | vóór 110/90 × 18", achter 130/80 × 18"    | onbekend                                  |
| Rem(men)               | schijfremmen rondom, integraal remsysteem | schijfremmen rondom, integraal remsysteem | schijfremmen rondom, integraal remsysteem | schijfremmen rondom, integraal remsysteem | schijfremmen rondom, integraal remsysteem | schijfremmen rondom, integraal remsysteem |
| Gewicht                | 250 kg                                    | 250 kg                                    | 250 kg                                    | 279 kg                                    | 279 kg                                    | onbekend                                  |
| Tankinhoud             | 25 liter                                  | 25 liter                                  | 25 liter                                  | 25 liter                                  | 25 liter                                  | 25 liter                                  |
| Voorganger             | 850 T3 California                         | California II                             | California III                            | geen                                      | geen                                      | III RL                                    |
| Opvolger               | California III                            | California III RL                         | III Classic                               | 1100 EV Touring                           | 1100 EV Touring                           | 1100                                      |

In 1994 kregen alle modellen een 1100 cc motor. In 2002 kregen alle modellen zelfstellende hydraulische kleppen (Valvole Idrauliche).

## California 1100 en 1100 Iniezione
De California 1100 verscheen in 1994. De motor was vergroot tot 1064 cc. Daarvoor werden zowel de boring als de slag vergroot. Bovendien kreeg de 1100 een lichtere krukas. De cilinderkoppen werden gemodificeerd en de kleppen kregen grotere diameter. Er werd een digitale elektronische ontsteking van Magneti Marelli toegepast. De carburateurs groeiden naar 36 mm. Het luchtfilter kreeg een groter doorlatingsoppervlak en de airbox was 2½ maal zo groot als die van de 1000cc-modellen. Het vermogen bedroeg 55 kW (75 pk), en bij de "Iniezione", die een Weber-Marelli brandstofinjectie had, nog iets meer. In de versnellingsbak kwam een nieuwe transmissiedemper en de gearing werd iets langer. Het frame werd verstevigd door een sterkere staalsoort te gebruiken. De elektrische problemen die zich bij oudere modellen voordeden werden opgelost door waterdichte stekkers en Japanse schakelaars te gebruiken. De jiffy kreeg een startbeveiliging. Het accessoirepakket bestond uit een kofferset (naar keuze 30- of 40 liter zijkoffers of leren zijtassen), een toerruit (groot of klein model) en een set valbeugels voor de koffers.

## California 1100 EV en 1100 EV Special
"EV" stond voor "Evolution", maar die naam was gedeponeerd door Harley-Davidson, waardoor deze California, die in 1997 op de markt kwam, alleen de toevoeging "EV" kreeg. Het was een doorontwikkeling van de 1100 Iniezione, die volgens de fabriek op 151 punten gewijzigd was. Er was een nieuwe 45 mm telescoopvork van Marzocchi gemonteerd, de achterschokdempers kwamen van het Nederlandse merk WP. De koplamp en het dashboard waren overgenomen van de Moto Guzzi V 10 Centauro. De elektrische componenten kwamen van Bosch, het injectiesysteem was verbeterd, er waren RVS uitlaten gebruikt, BBS velgen en tubeless banden. De drijfstangen kwamen van de Sport 1100 en waren lichter dan de oude exemplaren. Ook het integrale remsysteem werd verbeterd en de machine kreeg nieuwe Brembo Goldline remklauwen en een lastafhankelijke remkrachtregelaar op het achterwiel. Omdat deze regelaar werd aangestuurd door de mate van inveren aan de achterkant, was de veervoorspanning niet meer instelbaar, maar de demping wel. De buddyseat was nieuw en de verchroomde zijkappen aan de achterkant, die bij de 1100 en 1100 Iniezione vaak scheurden, waren nu van staal in plaats van kunststof. De 1100 EV Special uit 1998 was technisch identiek aan de 1100 EV, maar een aantal onderdelen waren gewijzigd: de verchroomde zijkappen aan de achterkant waren veel kleiner, de spatborden waren gewijzigd en de kleppendeksels waren ronder. In 2002 veranderde de EV: hij kreeg een toerruit en een kofferset. Die laatste kwam niet uit de eigen fabriek, maar van Hepco & Becker.

## California 1100 EV Jackal en V 11 Bassa
De Jackal kwam in 1999 op de markt en was een spaarmodel, dat een groot aantal "sier" onderdelen moest missen, evenals de meeste verchroomde onderdelen. Het verchroomde afdekking van de startmotor en de gasklephuizen was verdwenen, evenals de treeplanken en de chroomkappen naast het achterspatbord. Het dynamodeksel, de deksels rond het balhoofd en het koplamphuis waren matzwart gespoten, de kleppendeksels grijs. De machine was ook niet meer in two-tone kleuren gespoten. Er zat nog maar één remschijf in het voorwiel en daardoor was ook het integrale remsysteem vervallen. Ook waren het bagagerek en de middenbok vervallen. De achterschokdempers hadden geen chroomcovers maar ook geen dempinginstelling meer. Er zat zelfs geen boordgereedschap bij. De V 11 Bassa verscheen in 1999 en was technisch gebaseerd op de California 1100 EV, maar eenvoudiger uitgevoerd. De custom styling was prominenter aanwezig, de rijder zat meer achterover en de passagier kreeg een rugsteun. Net als bij de Jackal waren de treeplanken vervangen door voetsteunen, het zadel was lager. De Bassa werd wél in two-tone kleuren geleverd, de beschikbare kleurstellingen waren parel wit/metallic, blauw/zilver, bruin/champagne en zwart. De V 11 Bassa was voorzien van een toerruit en er kon (optioneel) een kofferset gemonteerd worden. De Bassa had twee remschijven vóór en daarom ook het integrale remsysteem.

## California 1100 EV 80, 1100 Special Sport, 1100 Stone en 1100 Stone Metal
In 2001 bestond Moto Guzzi 80 jaar en daarom werd een jubileummodel gebouwd. Deze California 1100 EV 80 was gebaseerd op de California EV en ontworpen in samenwerking met de meubelontwerper Poltrona Frau. Daarom werd de machine ook wel "EV 80 Poltrona" genoemd. De machine had veel bruin leer, dat verwerkt was in de handvatten, de rem- en koppelingshendels, het duozadel (mét rugsteun voor de passagier) en de zijtassen. Daarnaast was er erg veel chroom toegepast en kreeg de machine een luxe toerscherm en beenschilden. De hoofdkleur was donkerbruin, de leren onderdelen waren lichtbruin. Het model werd in een beperkte oplage geproduceerd en de eigenaars werden uitgenodigd voor een bezoek aan de fabriek. Na de overname in 2000 door Aprilia werd de modellenlijn flink uitgebreid, waardoor ook twee nieuwe modellen op basis van de 1100 EV Jackal gepresenteerd werden: de 1100 Special Sport en de 1100 Stone. Toch waren er veel dingen nieuw, zoals de versnellingsbak, het frame, de achtervering en de swingarm, die plaats bood aan een breder achterwiel. De "Stone" was de goedkope versie, met slechts één kleur en een enkele 320 mm remschijf in het voorwiel. Ook was een Weber-injectiesysteem toegepast. De "Special Sport" kreeg two-tone lak, twee 320 mm remschijven in het voorwiel en een Weber-Marelli injectie. De 1100 Stone Metal was een luxere versie van de 1100 Stone, met een verchroomde of in zwarte glanslak gespoten tank en rode kleppendeksels

## California 1100 Stone Touring en 1100 EV Touring
De 1100 Stone Touring verscheen in 2002 en had een toerruit en een kunststof kofferset. De machine was leverbaar in zwart of zwart/grijs. De EV Touring kwam ook in 2002 op de markt. Hij was afgeleid van de 1100 EV 80 jubileummotor, maar eenvoudiger uitgevoerd. De hoofdkleur was donkerbruin, maar het zadel was gewoon zwart. Het toerscherm was gebleven, evenals de beenschilden, maar de kofferset niet. Er kon wel een kofferset besteld worden, maar dat waren dan ingekochte koffers van Hepco & Becker.

## California 1100 Stone Chrome, 1100 Stone Metal Black, 1100 Aluminium en 1100 Titanium
De Stone Chrome verscheen in 2001. Hij week af van de Stone door de verchroomde tank. Verder was de aanddrijflijn zwart, evenals de zijdeksels en de onderpoten van de telescoopvork. De kleppendeksels waren rood gespoten. De Stone Metal Black had een zwarte tank, en de kleppendeksels waren ongespoten. De Aluminium was aluminiumkleurig gespoten, maar had bronskleurige kleppendeksels, zoals de V 11 Café Sport. In 2003 kwam de Titanium machine op de markt. De naam sloeg op de kleur. De machine was gebaseerd op de Stone, maar was veel sportiever gelijnd door het lage stuur en het kleine stuurkuipje.

## California 1100 Vintage
Tijdens de show van Milaan in november 2005 werd de California 1100 Vintage gepresenteerd. Hij kwam in 2006 op de markt en daarmee werd de 35e verjaardag van de California gevierd. Qua kleuren, spaakwielen en koffers (slant bags) verwees de machine naar de V7 850 California motoren van het Los Angeles Police Department uit de jaren zeventig. Het motorblok kwam van de Moto Guzzi Breva 1100. Daardoor was het korter en waren een aantal onderdelen lichter uitgevoerd. Het vermogen was ook iets getemperd.

## California 1100 Classic
Dit model verscheen in 2009 en was voorzien van de motortechniek van de Breva V 1100. Dat betekende niet alleen een lichtere motor, maar ook dubbele bougies. Door de lichtere drijfstangen en zuigers waren de motortrillingen verminderd. De Classic werd geleverd in bordeauxrood of zwart en was een "kale" versie, zonder ruit of koffers.

## California 1100 Aquila Nera
In 2010 verscheen een hele serie Aquila Nera (zwarte arend) motorfietsen die in matzart was uitgevoerd. Dit waren de Bellagio Aquila Nera, de Nevada 750 Aquila Nera en de California 1100 Aquila Nera. Alle modellen waren "kaal" uitgevoerd, met een minimum aan beugels, chroom en accessoires.

## California 90 Anniversario
De California 90 Anniversario wordt ook wel "California 90 Limited Edition" genoemd. Hij werd in 2011 uitgebracht ter gelegenheid van het 90-jarige bestaan van Moto Guzzi. De serie was inderdaad gelimiteerd en bestond uit genummerde motorfietsen. De machine was zeer luxe uitgevoerd, in een bijzondere wit/oranje metallic uitvoering met een kofferset (slant bags), een extra lampenset, een toerruit, valbeugels (inclusief een tweede set om de koffers te beschermen), beenschilden en, net als de California 1100 EV 80 tien jaar eerder, een echt lederen zadel.

### Technische gegevens California 1100
| Moto Guzzi California 1100 | 1100                                              | Iniezione                                         | EV                                        | EV Jackal                                 | V 11 Bassa                                | EV Special                                | EV 80                                     | Special Sport                                          | Stone                                     | Stone Metal                               |
| -------------------------- | ------------------------------------------------- | ------------------------------------------------- | ----------------------------------------- | ----------------------------------------- | ----------------------------------------- | ----------------------------------------- | ----------------------------------------- | ------------------------------------------------------ | ----------------------------------------- | ----------------------------------------- |
| Periode                    | 1994-1996                                         | 1994-1997                                         | 1997-2005                                 | 1999-2000                                 | 1999-2000                                 | 1999-2001                                 | 2001                                      | 2001-2002                                              | 2001-2005                                 | 2001-2007                                 |
| Categorie                  | custom                                            | custom                                            | custom                                    | custom                                    | custom                                    | custom                                    | custom                                    | custom                                                 | custom                                    | custom                                    |
| Motortype                  | kopklepmotor                                      | kopklepmotor                                      | kopklepmotor                              | kopklepmotor                              | kopklepmotor                              | kopklepmotor                              | kopklepmotor                              | kopklepmotor                                           | kopklepmotor                              | kopklepmotor                              |
| Bouwwijze                  | langsgeplaatste 90° V-twin                        | langsgeplaatste 90° V-twin                        | langsgeplaatste 90° V-twin                | langsgeplaatste 90° V-twin                | langsgeplaatste 90° V-twin                | langsgeplaatste 90° V-twin                | langsgeplaatste 90° V-twin                | langsgeplaatste 90° V-twin                             | langsgeplaatste 90° V-twin                | langsgeplaatste 90° V-twin                |
| Cilinder                   | aluminium                                         | aluminium                                         | aluminium                                 | aluminium                                 | aluminium                                 | aluminium                                 | aluminium                                 | aluminium                                              | aluminium                                 | aluminium                                 |
| Cilinderkop                | aluminium                                         | aluminium                                         | aluminium                                 | aluminium                                 | aluminium                                 | aluminium                                 | aluminium                                 | aluminium                                              | aluminium                                 | aluminium                                 |
| Klepopstelling             | 4 kopkleppen                                      | 4 kopkleppen                                      | 4 kopkleppen                              | 4 kopkleppen                              | 4 kopkleppen                              | 4 kopkleppen                              | 4 kopkleppen                              | 4 kopkleppen                                           | 4 kopkleppen                              | 4 kopkleppen                              |
| Klepbediening              | stoterstangen en tuimelaars                       | stoterstangen en tuimelaars                       | stoterstangen en tuimelaars               | stoterstangen en tuimelaars               | stoterstangen en tuimelaars               | stoterstangen en tuimelaars               | stoterstangen en tuimelaars               | stoterstangen en tuimelaars                            | stoterstangen en tuimelaars               | stoterstangen en tuimelaars               |
| Brandstofvoorziening       | Dell'Orto PHF 36 carburateurs                     | Weber-Marelli injectie                            | Weber-Marelli IAW motormanagementsysteem  | Weber-Marelli IAW motormanagementsysteem  | Weber-Marelli IAW motormanagementsysteem  | Weber-Marelli IAW motormanagementsysteem  | Weber-Marelli IAW motormanagementsysteem  | Weber-Marelli IAW motormanagementsysteem               | Weber injectie                            | Weber-Marelli IAW motormanagementsysteem  |
| Ontsteking                 | Magneti Marelli digitale elektronische ontsteking | Magneti Marelli digitale elektronische ontsteking | Weber-Marelli IAW motormanagementsysteem  | Weber-Marelli IAW motormanagementsysteem  | Weber-Marelli IAW motormanagementsysteem  | Weber-Marelli IAW motormanagementsysteem  | Weber-Marelli IAW motormanagementsysteem  | Weber-Marelli IAW motormanagementsysteem               | elektronisch                              | Weber-Marelli IAW motormanagementsysteem  |
| boring                     | 92 mm                                             | 92 mm                                             | 92 mm                                     | 92 mm                                     | 92 mm                                     | 92 mm                                     | 92 mm                                     | 92 mm                                                  | 92 mm                                     | 92 mm                                     |
| slag                       | 80 mm                                             | 80 mm                                             | 80 mm                                     | 80 mm                                     | 80 mm                                     | 80 mm                                     | 80 mm                                     | 80 mm                                                  | 80 mm                                     | 80 mm                                     |
| Cilinderinhoud             | 1063,6 cc                                         | 1063,6 cc                                         | 1063,6 cc                                 | 1063,6 cc                                 | 1063,6 cc                                 | 1063,6 cc                                 | 1063,6 cc                                 | 1063,6 cc                                              | 1063,6 cc                                 | 1063,6 cc                                 |
| Smeersysteem               | wet-sump                                          | wet-sump                                          | wet-sump                                  | wet-sump                                  | wet-sump                                  | wet-sump                                  | wet-sump                                  | wet-sump                                               | wet-sump                                  | wet-sump                                  |
| Compressieverhouding       | 9,5:1                                             | 9,5:1                                             | 9,5:1                                     | 9,5:1                                     | 9,5:1                                     | 9,5:1                                     | 9,5:1                                     | 9,5:1                                                  | 9,5:1                                     | 9,8:1                                     |
| Max. Vermogen              | 75 pk bij 6.400 tpm                               | 75 pk bij 6.400 tpm                               | 73 pk bij 6.400 tpm                       | 73 pk bij 6.400 tpm                       | 77 pk bij 6.400 tpm                       | 73 pk bij 6.400 tpm                       | 73 pk bij 6.400 tpm                       | 73 pk bij 6.400 tpm                                    | 73 pk bij 6.400 tpm                       | 74 pk bij 6.200 tpm                       |
| Topsnelheid                | 170 km/h                                          | 173 km/h                                          | 173 km/h                                  | ca. 180 km/h                              | ca. 180 km/h                              | ca. 180 km/h                              | 173 km/h                                  | ca. 180 km/h                                           | ca. 180 km/h                              | ca. 180 km/h                              |
| Primaire aandrijving       | rechtstreeks                                      | rechtstreeks                                      | rechtstreeks                              | rechtstreeks                              | rechtstreeks                              | rechtstreeks                              | rechtstreeks                              | rechtstreeks                                           | rechtstreeks                              | rechtstreeks                              |
| Koppeling                  | meervoudige droge platenkoppeling                 | meervoudige droge platenkoppeling                 | meervoudige droge platenkoppeling         | meervoudige droge platenkoppeling         | meervoudige droge platenkoppeling         | meervoudige droge platenkoppeling         | meervoudige droge platenkoppeling         | meervoudige droge platenkoppeling                      | meervoudige droge platenkoppeling         | meervoudige droge platenkoppeling         |
| Versnellingen              | 5 voetgeschakeld                                  | 5 voetgeschakeld                                  | 5 voetgeschakeld                          | 5 voetgeschakeld                          | 5 voetgeschakeld                          | 5 voetgeschakeld                          | 5 voetgeschakeld                          | 5 voetgeschakeld                                       | 5 voetgeschakeld                          | 5 voetgeschakeld                          |
| Secundaire aandrijving     | cardan                                            | cardan                                            | cardan                                    | cardan                                    | cardan                                    | cardan                                    | cardan                                    | cardan                                                 | cardan                                    | cardan                                    |
| frame                      | dubbel wiegframe                                  | dubbel wiegframe                                  | dubbel wiegframe                          | dubbel wiegframe                          | dubbel wiegframe                          | dubbel wiegframe                          | dubbel wiegframe                          | dubbel wiegframe                                       | dubbel wiegframe                          | dubbel wiegframe                          |
| Wielbasis                  | 1560 mm                                           | 1560 mm                                           | 1560 mm                                   | 1560 mm                                   | 1560 mm                                   | 1560 mm                                   | 1560 mm                                   | 1560 mm                                                | 1560 mm                                   | 1560 mm                                   |
| Vering vóór                | telescoopvork                                     | telescoopvork                                     | telescoopvork                             | telescoopvork                             | telescoopvork                             | telescoopvork                             | telescoopvork                             | telescoopvork                                          | telescoopvork                             | telescoopvork                             |
| Vering achter              | swingarm met hydraulische schokdempers            | swingarm met hydraulische schokdempers            | swingarm met hydraulische schokdempers    | swingarm met hydraulische schokdempers    | swingarm met hydraulische schokdempers    | swingarm met hydraulische schokdempers    | swingarm met hydraulische schokdempers    | swingarm met hydraulische schokdempers                 | swingarm met hydraulische schokdempers    | swingarm met hydraulische schokdempers    |
| Banden                     | vóór 110/90 × 18", achter 140/80 × 17"            | vóór 110/90 × 18", achter 140/80 × 17"            | vóór 110/90 × 18", achter 140/80 × 17"    | vóór 110/90 × 18", achter 140/80 × 17"    | vóór 110/90 × 18", achter 140/80 × 17"    | vóór 110/90 × 18", achter 140/80 × 17"    | vóór 110/90 × 18", achter 140/80 × 17"    | vóór 110/90 × 18", achter 140/80 × 17"                 | vóór 110/90 × 18", achter 140/80 × 17"    | vóór 110/90 × 18", achter 140/80 × 17"    |
| Rem(men)                   | schijfremmen rondom, integraal remsysteem         | schijfremmen rondom, integraal remsysteem         | schijfremmen rondom, integraal remsysteem | schijfrem vóór en achter                  | schijfremmen rondom, integraal remsysteem | schijfremmen rondom, integraal remsysteem | schijfremmen rondom, integraal remsysteem | schijfremmen rondom, integraal remsysteem              | schijfrem vóór en achter                  | schijfrem vóór en achter                  |
| Gewicht                    | 245 kg                                            | 240 kg                                            | 251 kg                                    | 246 kg                                    | 246 kg                                    | 246 kg                                    | 251 kg                                    | 246 kg                                                 | 246 kg                                    | 246 kg                                    |
| Tankinhoud                 | 22,5 liter                                        | 22,5 liter                                        | 19 liter                                  | 19 liter                                  | 19 liter                                  | 19 liter                                  | 19 liter                                  | 19 liter                                               | 19 liter                                  | 19 liter                                  |
|                            |                                                   |                                                   |                                           |                                           |                                           |                                           |                                           |                                                        |                                           |                                           |
| Moto Guzzi California 1100 | Stone Touring                                     | EV Touring                                        | Stone Chrome                              | Stone Metal Black                         | Aluminium                                 | Titanium                                  | Vintage                                   | Classic                                                | Aquila Nera                               | 90 Anniversario                           |
| Periode                    | 2002                                              | 2002                                              | 2001-2003                                 | 2003                                      | 2002-2003                                 | 2003-2005                                 | 2006-2007                                 | 2009                                                   | 2010-?                                    | 2011-?                                    |
| Categorie                  | custom                                            | custom                                            | custom                                    | custom                                    | custom                                    | custom                                    | custom                                    | custom                                                 | custom                                    | custom                                    |
| Motortype                  | kopklepmotor                                      | kopklepmotor                                      | kopklepmotor                              | kopklepmotor                              | kopklepmotor                              | kopklepmotor                              | kopklepmotor                              | kopklepmotor                                           | kopklepmotor                              | kopklepmotor                              |
| Bouwwijze                  | langsgeplaatste 90° V-twin                        | langsgeplaatste 90° V-twin                        | langsgeplaatste 90° V-twin                | langsgeplaatste 90° V-twin                | langsgeplaatste 90° V-twin                | langsgeplaatste 90° V-twin                | langsgeplaatste 90° V-twin                | langsgeplaatste 90° V-twin                             | langsgeplaatste 90° V-twin                | langsgeplaatste 90° V-twin                |
| Cilinder                   | aluminium                                         | aluminium                                         | aluminium                                 | aluminium                                 | aluminium                                 | aluminium                                 | aluminium                                 | aluminium                                              | aluminium                                 | aluminium                                 |
| Cilinderkop                | aluminium                                         | aluminium                                         | aluminium                                 | aluminium                                 | aluminium                                 | aluminium                                 | aluminium                                 | aluminium                                              | aluminium                                 | aluminium                                 |
| Klepopstelling             | 4 kopkleppen                                      | 4 kopkleppen                                      | 4 kopkleppen                              | 4 kopkleppen                              | 4 kopkleppen                              | 4 kopkleppen                              | 4 kopkleppen                              | 4 kopkleppen                                           | 4 kopkleppen                              | 4 kopkleppen                              |
| Klepbediening              | stoterstangen en tuimelaars                       | stoterstangen en tuimelaars                       | stoterstangen en tuimelaars               | stoterstangen en tuimelaars               | stoterstangen en tuimelaars               | stoterstangen en tuimelaars               | stoterstangen en tuimelaars               | stoterstangen en tuimelaars                            | stoterstangen en tuimelaars               | stoterstangen en tuimelaars               |
| Brandstofvoorziening       | Weber-Marelli IAW motormanagementsysteem          | Weber-Marelli IAW motormanagementsysteem          | Weber-Marelli IAW motormanagementsysteem  | Weber-Marelli IAW motormanagementsysteem  | Weber-Marelli IAW motormanagementsysteem  | Weber-Marelli IAW motormanagementsysteem  | Magneti Marelli IAW alfa-n                | Magneti Marelli IAW alfa-n                             | Magneti Marelli IAW alfa-n                | Magneti Marelli IAW alfa-n                |
| Ontsteking                 | Weber-Marelli IAW motormanagementsysteem          | Weber-Marelli IAW motormanagementsysteem          | Weber-Marelli IAW motormanagementsysteem  | Weber-Marelli IAW motormanagementsysteem  | Weber-Marelli IAW motormanagementsysteem  | Weber-Marelli IAW motormanagementsysteem  | Weber-Marelli IAW motormanagementsysteem  | Magneti Marelli IAW 15RC electronic digital Twin Spark | Magneti Marelli Electronic Digital        | Magneti Marelli Electronic Digital        |
| boring                     | 92 mm                                             | 92 mm                                             | 92 mm                                     | 92 mm                                     | 92 mm                                     | 92 mm                                     | 92 mm                                     | 92 mm                                                  | 92 mm                                     | 92 mm                                     |
| slag                       | 80 mm                                             | 80 mm                                             | 80 mm                                     | 80 mm                                     | 80 mm                                     | 80 mm                                     | 80 mm                                     | 80 mm                                                  | 80 mm                                     | 80 mm                                     |
| Cilinderinhoud             | 1063,6 cc                                         | 1063,6 cc                                         | 1063,6 cc                                 | 1063,6 cc                                 | 1063,6 cc                                 | 1063,6 cc                                 | 1063,6 cc                                 | 1063,6 cc                                              | 1063,6 cc                                 | 1063,6 cc                                 |
| Smeersysteem               | wet-sump                                          | wet-sump                                          | wet-sump                                  | wet-sump                                  | wet-sump                                  | wet-sump                                  | wet-sump                                  | wet-sump                                               | wet-sump                                  | wet-sump                                  |
| Compressieverhouding       | 9,8:1                                             | 9,5:1                                             | 9,8:1                                     | 9,8:1                                     | 9,8:1                                     | 9,8:1                                     | 9,8:1                                     | 9,8:1                                                  | 9,8:1                                     | 9,8:1                                     |
| Max. Vermogen              | 74 pk bij 6.200 tpm                               | 75 pk bij 6.400 tpm                               | 75 pk bij 6.400 tpm                       | 75 pk bij 6.400 tpm                       | 75 pk bij 6.400 tpm                       | 75 pk bij 6.400 tpm                       | 75 pk bij 6.400 tpm                       | 75 pk bij 6.400 tpm                                    | 75 pk bij 6.400 tpm                       | 75 pk bij 6.400 tpm                       |
| Topsnelheid                | ca. 180 km/h                                      | ca. 180 km/h                                      | onbekend                                  | onbekend                                  | onbekend                                  | 199 km/h                                  | onbekend                                  | onbekend                                               | onbekend                                  | onbekend                                  |
| Primaire aandrijving       | rechtstreeks                                      | rechtstreeks                                      | rechtstreeks                              | rechtstreeks                              | rechtstreeks                              | rechtstreeks                              | rechtstreeks                              | rechtstreeks                                           | rechtstreeks                              | rechtstreeks                              |
| Koppeling                  | meervoudige droge platenkoppeling                 | meervoudige droge platenkoppeling                 | meervoudige droge platenkoppeling         | meervoudige droge platenkoppeling         | meervoudige droge platenkoppeling         | meervoudige droge platenkoppeling         | meervoudige droge platenkoppeling         | meervoudige droge platenkoppeling                      | meervoudige droge platenkoppeling         | meervoudige droge platenkoppeling         |
| Versnellingen              | 5 voetgeschakeld                                  | 5 voetgeschakeld                                  | 5 voetgeschakeld                          | 5 voetgeschakeld                          | 5 voetgeschakeld                          | 5 voetgeschakeld                          | 5 voetgeschakeld                          | 5 voetgeschakeld                                       | 5 voetgeschakeld                          | 5 voetgeschakeld                          |
| Secundaire aandrijving     | cardan                                            | cardan                                            | cardan                                    | cardan                                    | cardan                                    | cardan                                    | cardan                                    | cardan                                                 | cardan                                    | cardan                                    |
| frame                      | dubbel wiegframe                                  | dubbel wiegframe                                  | dubbel wiegframe                          | dubbel wiegframe                          | dubbel wiegframe                          | dubbel wiegframe                          | dubbel wiegframe                          | dubbel wiegframe                                       | dubbel wiegframe                          | dubbel wiegframe                          |
| Wielbasis                  | 1560 mm                                           | 1560 mm                                           | 1560 mm                                   | 1560 mm                                   | 1560 mm                                   | 1560 mm                                   | 1560 mm                                   | 1560 mm                                                | 1560 mm                                   | 1560 mm                                   |
| Vering vóór                | telescoopvork                                     | telescoopvork                                     | telescoopvork                             | telescoopvork                             | telescoopvork                             | telescoopvork                             | telescoopvork                             | telescoopvork                                          | telescoopvork                             | telescoopvork                             |
| Vering achter              | swingarm met hydraulische schokdempers            | swingarm met hydraulische schokdempers            | swingarm met hydraulische schokdempers    | swingarm met hydraulische schokdempers    | swingarm met hydraulische schokdempers    | swingarm met hydraulische schokdempers    | swingarm met hydraulische schokdempers    | swingarm met hydraulische schokdempers                 | swingarm met hydraulische schokdempers    | swingarm met hydraulische schokdempers    |
| Banden                     | vóór 110/90 × 18", achter 140/80 × 17"            | vóór 110/90 × 18", achter 140/80 × 17"            | vóór 110/90 × 18", achter 140/80 × 17"    | vóór 110/90 × 18", achter 140/80 × 17"    | vóór 110/90 × 18", achter 140/80 × 17"    | vóór 110/90 × 18", achter 140/80 × 17"    | vóór 110/90 × 18", achter 140/80 × 17"    | vóór 110/90 × 18", achter 140/80 × 17"                 | vóór 110/90 × 18", achter 140/80 × 17"    | vóór 110/90 × 18", achter 140/80 × 17"    |
| Rem(men)                   | schijfrem vóór en achter                          | schijfremmen rondom, integraal remsysteem         | schijfremmen rondom, integraal remsysteem | schijfremmen rondom, integraal remsysteem | schijfremmen rondom, integraal remsysteem | schijfremmen rondom, integraal remsysteem | schijfremmen rondom, integraal remsysteem | schijfremmen rondom, integraal remsysteem              | schijfremmen rondom, integraal remsysteem | schijfremmen rondom, integraal remsysteem |
| Gewicht                    | 246 kg droog                                      | 219 kg droog                                      | 246 kg droog                              | 246 kg droog                              | 251 kg droog                              | 251 kg droog                              | 251 kg droog                              | onbekend                                               | onbekend                                  | 263 kg droog                              |
| Tankinhoud                 | 19 liter                                          | 19 liter                                          | 19 liter                                  | 19 liter                                  | 19 liter                                  | 19 liter                                  | 19 liter                                  | 19 liter                                               | 19 liter                                  | 19 liter                                  |